# エンリコ・デル・プラート
エンリコ・デル・プラート（Enrico Del Prato, 1999年11月10日 - ）は、イタリアのプロサッカー選手。パルマ・カルチョ1913所属。ポジションはディフェンダー、ミッドフィールダー。

## 経歴

### クラブ
アタランタの下部組織出身で、2016-17シーズンからU-19チームでプレイした。2017-18シーズン以降、コッパ・イタリアの決勝戦を含めて何度かトップチームのメンバーとしてベンチ入りしたが、出場機会はなかった。
2019年7月13日、リヴォルノに期限つきで移籍。8月24日、シーズン開幕戦のヴィルトゥス・エンテッラ戦で74分に交代出場し、プロデビュー。9月24日、リーグ第5節のコゼンツァ戦では初のフル出場を果たした。2020年3月3日、フロジノーネ戦でプロ初ゴールを記録。
9月11日、レッジーナに期限つきで移籍。
2021年8月31日、パルマに期限つきで移籍。2022年6月21日、パルマに完全移籍となった。

### 代表
2016年11月、U-18カテゴリで初めて世代別代表に招集された。
2018年のU-19欧州選手権のメンバーにも選出されたが、出場機会はなかった。チームは決勝でポルトガルに敗れたものの、準優勝となった。
2019年のU-20ワールドカップでは、グループステージの日本戦を除く全6試合で先発フル出場した。9月6日には、モルドバとの親善試合でU-21代表デビュー。

## 人物
元サッカー選手で指導者のイヴァン・デル・プラートを父に持つ。
憧れの選手として、チアゴ・シウヴァ、ハビエル・マスチェラーノ、そしてアタランタで活躍したジャンパオロ・ベッリーニの名を挙げている。

## 個人成績
| 国内大会個人成績 | 国内大会個人成績 | 国内大会個人成績 | 国内大会個人成績 | 国内大会個人成績 | 国内大会個人成績 | 国内大会個人成績 | 国内大会個人成績 | 国内大会個人成績 | 国内大会個人成績 | 国内大会個人成績 | 国内大会個人成績 |
| 年度             | クラブ           | 背番号           | リーグ           | リーグ戦         | リーグ戦         | リーグ杯         | リーグ杯         | オープン杯       | オープン杯       | 期間通算         | 期間通算         |
| 年度             | クラブ           | 背番号           | リーグ           | 出場             | 得点             | 出場             | 得点             | 出場             | 得点             | 出場             | 得点             |
| イタリア         | イタリア         | イタリア         | イタリア         | リーグ戦         | リーグ戦         | イタリア杯       | イタリア杯       | オープン杯       | オープン杯       | 期間通算         | 期間通算         |
| ---------------- | ---------------- | ---------------- | ---------------- | ---------------- | ---------------- | ---------------- | ---------------- | ---------------- | ---------------- | ---------------- | ---------------- |
| 2019-20          | リヴォルノ       | 15               | セリエB          | 33               | 1                | 0                | 0                | -                | -                | 33               | 1                |
| 2020-21          | レッジーナ       | 24               | セリエB          | 26               | 0                | 2                | 0                | -                | -                | 28               | 0                |
| 2021-22          | パルマ           | 15               | セリエB          | 34               | 1                | 0                | 0                | -                | -                | 34               | 1                |
| 2022-23          | パルマ           | 15               | セリエB          | 34               | 3                | 3                | 0                | -                | -                | 37               | 3                |
| 2023-24          | パルマ           | 15               | セリエB          | 35               | 2                | 2                | 0                | -                | -                | 37               | 2                |
| 2024-25          | パルマ           | 15               | セリエA          | 34               | 4                | 1                | 0                | -                | -                | 35               | 4                |
| 通算             | イタリア         | イタリア         | セリエB          | 162              | 7                | 7                | 0                | -                | -                | 169              | 7                |
| 通算             | イタリア         | イタリア         | セリエA          | 34               | 4                | 1                | 0                | -                | -                | 35               | 4                |
| 総通算           | 総通算           | 総通算           | 総通算           | 196              | 11               | 8                | 0                | 0                | 0                | 204              | 11               |